# Goongarrie
Goongarrie is een spookdorp in de regio Goldfields-Esperance in West-Australië.

## Geschiedenis
In 1893, kort na de vondst van goud in Coolgardie, vonden de goudzoekers Billy Frost, Jack Bennett, Pickersgill en Cahill goud in de streek. Er volgde een goldrush. Het plaatsje werd 'The Roaring Gimlet' genoemd, naar het geluid van de wind in de bomen (gimlets of Eucalyptus salubris), of '90 Mile', omdat het 90 mijl ten oosten van Coolgardie lag.
Het plaatsje Goongarrie werd in 1895 officieel gesticht en naar Lake Goongarrie vernoemd. De naam is Aborigines van oorsprong maar de betekenis is onbekend. In de jaren 1890 waren in het plaatsje verscheidene hotels, andere slaapgelegenheden en winkels actief. Er was een spoorwegstation en een uitspanning van 'Cobb & Co'. Tegen 1906 telde Goongarrie nog 60 inwoners. Het plaatsje werd later in de 'Goongarrie Pastoral Station' opgenomen.
In de late jaren 1980 baatte 'Julia Mines Ltd' rondom Goongarrie nog enkele goudmijnen in dagbouw uit. De overheid kocht in 1995 het pastorale station en bracht het in een nationaal park onder.

## 21e eeuw
Goongarrie maakt deel uit van het lokale bestuursgebied (LGA) Shire of Menzies. In de jaren 2010 werden in de omgeving terug goudmijnen actief.
Goongarrie ligt in het nationaal park Goongarrie.

## Transport
Goongarrie ligt langs de Goldfields Highway, 695 kilometer ten oostnoordoosten van de West-Australische hoofdstad Perth, 84 kilometer ten noordwestnoorden van Kalgoorlie en 41 kilometer ten zuidzuidwesten van Menzies, de hoofdplaats van het lokale bestuursgebied waarvan het deel uitmaakt.
De spoorweg die langs Goongarrie loopt maakt deel uit van het goederenspoorwegnetwerk van Arc Infrastructure. Er rijden geen reizigerstreinen.
Er ligt een startbaan, de Goongarrie Mine Airport (ICAO: YGGR).

## Klimaat
Goongarrie kent een warm steppeklimaat, BSh volgens de klimaatclassificatie van Köppen.